# Laagweg
Der Laagweg ist eine Siedlungslage in Greiz im Landkreis Greiz in Thüringen um die gleichnamige Straße und deren Nebenstraßen. Politisch gehört der Laagweg zur Innenstadt von Greiz und war nie Teil einer anderen Gemeinde. 

## Lage
Die Siedlung liegt nördlich des Greizer Stadtzentrums im Tal eines Nebenflusses der Weißen Elster in der Nähe des Greizer Parks und des Pulverturms. Der namensgebende Laagweg selbst beginnt im Süden an der L 2344 nach Neumühle/Elster und führt als unbefestigte Straße nördlich über das Siedlungsgebiet hinaus bis nach Waldhaus. Nordwestlich an der Weißen Elster liegt der Kupferhammer, südöstlich das Krümmetal und der Neue Friedhof. Die Höhe gegenüber ist der Reißberg.

## Verkehr
Der Laagweg ist über die L 2344 an das Stadtzentrum angebunden. Die Buslinie 13 der PRG Greiz fährt die Siedlung mehrmals täglich direkt an. Die Linien 20 und 21 nach Teichwolframsdorf und Berga bedienen die nahe Haltestelle "Parkausgang" an der Landesstraße.